# São José do Xingu
São José do Xingu é um município brasileiro do estado de Mato Grosso.

## Administração
- Prefeito: Sandro José Luz Costa (2025/2028)
- Vice-prefeito silva Correia De Moraes Silva (2025/2028)
- Presidente da câmara: Wanderson Gomes Leonel (2025/2026)